# Bep-Kororoti
Bep-Kororoti é um mítico professor que os índios Kayapó acreditam ter visitado seus ancestrais séculos atrás, vindo do espaço vestido com um terno brilhante, deu-lhes muito conhecimento e fundou a primeira escola.

## História
Hoje, os índios Kayapó vivem no coração da floresta tropical brasileira, na área ao redor do Rio Fresco na parte sul do estado brasileiro do Pará. O primeiro contato foi estabelecido com eles apenas em 1951. Os primeiros pesquisadores que falaram com eles descobriram que em sua tradição e ritual tribal eles adoram e celebram o 'mestre celestial Bep-Kororoti'.
O Dr. João Américo Peret, eminente pesquisador brasileiro da cultura indígena, foi o primeiro a registrar no idioma português a antiga lenda dos índios Kavapo sobre a criação do mundo e o inusitado mestre celeste Bep-Kororoti. É uma lenda que em 1951, enquanto permanecia em sua aldeia, orgulhosamente disse ao velho conselheiro tribal Kuben Kran Kein.

## A lenda
Muitas gerações atrás, um estranho de pele branca estranhamente vestido caminhou daquela colina até a idílica aldeia indígena um dia. Os ancestrais dos Kayapó de hoje, morrendo de medo desse estranho visitante, entraram em pânico e fugiram da aldeia com suas mulheres e crianças e se esconderam em um arbusto próximo.
Apenas um pequeno número de bravos guerreiros encontrou coragem suficiente para sair de seus abrigos para matar o estrangeiro de pele branca vestido com um "bo" - um traje extraordinariamente brilhante. Para seu total espanto, as flechas envenenadas, lanças e clavas simplesmente ricochetearam nele sem feri-lo. Cada vez que eles tocavam suas roupas brilhantes com suas armas ou mãos, eles caíam no chão como se fossem atingidos por um raio.
O inusitado recém-chegado, com sua atitude extremamente pacífica, não se defendeu em nada dos ataques ferozes dos índios assustados, diante dos demais membros da tribo que assistiam a tudo isso muito assustados do lado de fora, ridicularizaram e envergonharam os bravos guerreiros que tentaram, sem sucesso, matá-lo de várias maneiras. Para mostrar claramente a eles o quão poderoso ele é, ele ocasionalmente levantava sua "lança" - uma arma de mão estrondosa - com a qual, para seu grande espanto, ele destruía instantaneamente uma árvore ou uma pedra para a qual a apontava.
Apesar de todos os ataques ferozes a que foi constantemente exposto, ele permaneceu na aldeia entre os índios ainda assustados que, depois de muito tempo, foram se acostumando com sua presença, pararam de atacá-lo e finalmente se tornaram amigos dele. "Em pouco tempo, uma jovem da tribo tomou-o como marido e deu-lhe vários filhos", os invasores da tribo provavelmente lhe ensinaram a língua deles muito rapidamente para que pudessem se comunicar com ele mais facilmente e melhor, e ele por sua vez mostrou eles alguns truques e técnicas de caça habilidades e ensinou-lhes um uso mais proposital de suas armas completamente primitivas.
A tradição diz que esse pacífico recém-chegado foi chamado Bep-Kororoti, que pode ser traduzido descritivamente como "eu vim do céu" ou "eu vim do espaço". Ele logo fundou a primeira escola - um lar para jovens - na floresta tropical para que pudesse ensinar-lhes sistematicamente muitas coisas úteis e trabalhos. Ele os ensinou como eles podem produzir qualidade suficiente e alimentos crus necessários para a vida e deixar a vida nômade excessivamente pesada para sempre.
A tradição dos índios Kayapó continua dizendo que um dia seu 'mestre celestial' favorito Bep-Kororoti, depois de viver pacificamente e felizmente entre seus ancestrais por anos, de repente começou a se comportar de maneira muito estranha. Ele vestiu seu bo - um terno extraordinariamente brilhante - e anunciou a todos que seu tempo havia acabado, que seu povo estava vindo buscá-lo e que ninguém deveria impedi-lo de sair ou segui-lo quando ele fosse com seus familiares para o colina "Pukato-Ti". . Todos os guerreiros tribais pensaram que até então o pacífico e acomodado Bep-Kororoti havia enlouquecido e tentaram acalmá-lo e impedi-lo de partir à força, mas não conseguiram.
Apesar de sua proibição expressa, um grupo de jovens curiosos o seguiu quando ele deixou a aldeia para o monte Pukato-Ti de onde ele uma vez veio para a aldeia deles. Depois que Bep-Kororoti subiu a colina, houve um estrondo terrível, e os jovens aterrorizados viram de longe como seu professor desapareceu repentinamente no ar cercado por grandes línguas de pano, fumaça e forte trovão.

## Cerimônia tribal anual
Em memória do benevolente 'professor celestial' Bep-Kororoti, de "pele" (ou roupa) branca, os membros da tribo indígena Kayapó realizam uma grande celebração tribal todos os anos. É realizado da mesma forma desde tempos imemoriais em comemoração à sua chegada e trabalho. Nesta ocasião, um dos membros da tribo Kayapó está vestido da cabeça aos pés com uma roupa de palha cuidadosamente confeccionada segundo o bo de Bep-Kororoti. Durante o ritual, ele dança levemente com pequenos passos, batendo o pé contra a perna, enquanto os demais membros da tribo o seguem com uma dança carregando a imagem de Bep-Kororoti na mão. Esta inusitada vestimenta ritual palha dos índios Kayapó se parece muito com o conhecido traje espacial.
Nota: A vestimenta também se assemelha a um traje de apicultor. Contrariando as teorias ufologas.